# イェルマリオ
イェルマリオ（英:Yelmalio）は、『ルーンクエスト』の背景世界グローランサに登場する架空の神性。太陽神イェルム（Yelm）の息子で、熱なき光と真実を司る戦神。冬の太陽、日没後の残光、傷ついた太陽などをあらわす神で有するルーンは「光」「真実」である。

## 概要
神々の戦いにおいては、死した父イェルムの留守を守ってよく戦ったが、嵐の神オーランス（Orlanth）に黄金の丘という場所で打ちのめされた上に武器をオーランスに奪われて弱体化したところを、暗黒の部族の戦神ゾラーク・ゾラーン（Zorak Zoran）に急襲され、火の力を奪われた。以後、ゾラーク・ゾラーンを不倶戴天の敵とする。
その信徒（イェルマリオン（Yelmalion）と呼ばれる）はゾーラ・フェル川（ゆりかご川）流域の陽の天蓋寺院を中心とする太陽領（Sun County）に居住し、周囲の嵐の神々を信仰する民族の中にあって、禁欲的な太陽信仰と独自の文化を守り続けている。例えば、男権的で性に抑圧的であり、女性の服装は手足や首を隠し、公の場では顔を隠すことも望まれる。太陽の象徴である黄金を尊び、銀貨より金貨を重視する。逆にトロウル達が使う鉛貨は暗黒の神の象徴とされ（ルーンクエストでは、鉛は闇の元素を持つ金属である）、これを使った者はトロウルでなくとも嫌われることになる。

信徒のほとんどは金髪で、茶色の瞳を持つ人種である。
彼らはイェルマリオの失われた「火」の力を忌むため、火系統の精霊魔術使用を禁じられ、火を象徴する赤い衣類を身にまとう事も避けられる。
イェルマリオ信仰は『グローランサ年代記』の記述によれば、高地のゼイヤラン文化圏に属するオーランス信徒の中で信じられてきた太陽神エルマル（Elmal）を元に、低地のダラ・ハッパ人の太陽神（イェルム）信仰の流儀を取り込んで作られた信仰であるとされる。開祖モンローフも、元来エルマルの信徒であったが、エルフの間でわずかに知られていたこの新しい神イェルマリオを求めて、神界への英雄的探索行（ヒーロークエストと呼ばれる）を行い、新たな真実を見いだすことに成功したと考えられている。
このように、作中世界ではエルマルはイェルマリオよりも古い信仰であるとされているのだが、実際にはエルマルはイェルマリオよりも後に発表された神であり、典型的な加上（新しい神をより年代の古い信仰として潜り込ませること）による神話創作であるともいえる。
このような経緯もあって、ダラ・ハッパ風の太陽神の一柱でありながら、この神への信仰はダラ・ハッパのルナー帝国では見られず、もっぱらオーランス信仰の諸民族中の特殊なカルト（宗派）として存在している。
2018年発売の「Runequest: Roleplaying in Glorantha」でルーンは「火」「真実」に変更されているが、信徒が火系統の精霊魔術を禁じられるのはそのままである。

## 友好的な神々
イェルマリオの信者は太陽領の陽の天蓋（Sun dome）寺院に駐留する傭兵団を構成することで高名である。

同じく傭兵の神として知られるフマクトが剣を用いる個人技としての戦技を嘉するのに対し、イェルマリオの信徒たる陽の天蓋聖堂戦士団は長槍と矩形盾を用い、兵団単位での整然とした行軍、戦術を尊ぶ。古代ローマ帝国の将兵や軍、ファランクスを想像してもらえると分かり易いだろう。

また槍、弓は天空と火の神々のつかさどる武器とされ、特に弓はオーランスとイェルムの武芸比べの試合においてイェルムが用いた武器として知られる。
アルドリア
エルフの母神。大暗黒の最中においてイェルマリオとアルドリアの息子、「大エルフ王」が重要な戦友であったことからエルフ社会における主要な軍神として崇拝され、エルフの軍勢、特に森をでて軍事作戦を展開するグリーン・エルフ、ブラウン・エルフの遠征軍においてはイェルマリオの戦士がその中核を担うことで知られる。アルドリアのカルトはルナー帝国と敵対寸前の状態であるため、イェルマリオの傭兵たちが仲介する場合もある。
イェルム
炎の父（Yelm the Fiery Father）。イェルマリオの父神にして、太陽の皇帝。
イェローナ
イェルマリオの異母妹。星の運び手。イェルマリオのカルトはイェローナのそれの上位に立つ。
ヴリーマク
鳥の父。その子、鷹の母がイェルマリオと懇意だった。
また、下位カルトとして、カルトの英雄である開祖モンローフ、クシル、トグトヴェイなどを崇める。

意外にも、赤の女神を祀るルナー帝国ではイェルムの子であるとの理由から「（赤の女神やその信徒にとっての）善神（翻訳によっては「善（よ）い神」）」の一人として好意的に受け止める者が多く、ルナー帝国の者もしくは赤の女神の信徒に雇われるイェルマリオの信徒や傭兵団も少なくない。

## 敵対する神々
オーランス人が崇める天空の神として、また傭兵の神としてイェルマリオとその信徒はまた微妙な立ち位置に存在すると言える。フマクトのような厳正中立の神ではないイェルマリオの戦士団が貸し出されるのは暗黒神や混沌の様な主として父イェルムとその眷属に仇為す勢力に対する軍事作戦にほぼ限られると考えられ、むろんそこまで険悪ではないものの、その意味において彼らの主神であり大暗黒を起こした張本人であるオーランスこそ、イェルムに対する反逆の神々の筆頭とも言えるからである。
ゾラーク・ゾラーン
トロウルの戦神。オーランスと争って武器を奪われてしまったために弱っていたイェルマリオを闇討ちし、火の力を奪った。以来イェルマリオはゾラーク・ゾラーンを不倶戴天の仇敵とする。